# Palampur
Palampur es una ciudad y concejo municipal  situada en el distrito de Kangra,  en el estado de Himachal Pradesh (India). Su población es de 3543 habitantes (2011). Se encuentra en el valle de Kangra, rodeada de bosques de pinos y flanqueado por los montes de Dhauladhar.

## Demografía
Según el censo de 2011 la población de Palampur era de 3543 habitantes, de los cuales 1814 eran hombres y 1729 eran mujeres. Palampur tiene una tasa media de alfabetización del 91,33%, superior a la media estatal del 82,80%: la alfabetización masculina es del 92,96%, y la alfabetización femenina del 89,64%.